# Donne bretoni alla fonte
Il dipinto Donne bretoni alla fonte (in francese, Bretonnes à la fontaine)  è opera del pittore Jean-Baptiste Camille Corot.

## Storia e descrizione
Camille Corot dipinse questa tela a Bourg-de-Batz, un paese bretone che oggi si chiama Batz-sur-Mer e che si trova nel dipartimento della Loira Atlantica.
Questo paesaggio, spoglio ed arido, si trovava nei pressi delle saline di Bourg-de-Batz. Una donna al centro è ferma dietro la fontana: ha in testa, sopra il cercine, un grosso orcio di terraglia ocra, colmo d'acqua. Un'altra donna si sporge ad attingere e una terza aspetta il suo turno, inginocchiata sul bordo di una pozza d'acqua che scaturisce dal muro, inzuppa il terreno e confluisce dentro un fosso grigiastro. Le donne in totale sono sei: contadine dai tratti non identificabili, chiuse nei loro poveri abiti, figure solide ma prive di ogni grazia.

### Restauro
La radiografia ha rivelato che l'artista ha avuto un ripensamento e modificato l'impianto del quadro, sopprimendo la veduta del borgo che era sotto un cielo uniforme e faceva da sfondo. Si intravede appena il profilo del campanile e sulla collina c'è qualche casa rurale isolata. Il paesaggio risulta così più astratto. Le donne che sul sentiero vanno verso la fonte sembrano provenire da un non-luogo. Nulla ci suggerisce che sulla collina si stende un paese che si affaccia sull'Oceano.

### Esposizioni
- 1875, Objets d'art commandés pur la ville de Paris, Parigi
- 1925, Exposition du français de Poussin à Corot, Parigi[4]
- 1928-1930, Fransk Malerkunst, Copenaghen, Stoccolma, Oslo[5]
- 1930, Corot (1796-1875). Paysages de France et figures, Parigi[6]
- 1931-32, French art, Londra (n. 362, tav. 30)
- 1934, Corot, Zurigo (n. 64, tav. 7)
- 1936, Corot, Parigi, Lione[7]
- 1945, Nouvelles acquisitions 1939-1945, Parigi (n. 77)
- 1947-48, De David à Cézanne, Bruxelles (n. 48, tav. 30)
- 1962, Figures de Corot, Parigi[8]
- 1966, Land-scapes of France of the XIXth century, Dallas (n. 4)
- 1971-1972, Quelques aspects du paysage français au XIXe siècle, Vannes, Brest, Caen[9]
- 1973, Les peintres de Barbizon à travers la France, Bourges (n. 52)
- 1975, Hommage à Corot. Peintures et dessins des collections françaises, Parigi[10]
- 1975-76, Corot, 1796-1875: dipinti e disegni di collezioni francesi, Roma[11]
- 1991-1992, Il lavoro dell'uomo da Goya a Kandinskij, Braccio di Carlo Magno, Città del Vaticano[12]